# Berthold de Linange
Berthold de Linange (mort le 12 mai 1285) est évêque de Bamberg de 1257 à sa mort.

## Biographie
La famille de Linange est une famille très influente. Son siège est le château d'Altleiningen. Les parents de Berthold sont Frédéric II de Linange et Agnès von Eberstein, sœur d'Eberhard IV von Eberstein et cousine d'Edwige de Silésie. Son frère est Henri de Linange, évêque de Spire, comme auparavant son oncle Konrad von Eberstein ; son grand-oncle Poppon de Méranie fut évêque de Bamberg. La famille comprend également Gottfried de Linange, évêque de Mayence. L'évêque Eberhard de Worms est son cousin.
Au moment de sa nomination comme évêque, Richard de Cornouailles est roi des Romains et Alphonse X de Castille, antiroi. Alexandre IV est pape.
À la demande de Rodolphe de Habsbourg, il consacre l'abbaye carmélite de l'Au. Il fonde d'autres monastères autour de Nuremberg et à Himmelkron. En 1260, le traité de Langenstadt met fin au conflit de succession au sein de la maison d'Andechs-Méranie.
En 1280, il acquiert le château et le village de Schönbrunn im Steigerwald.

## Source, notes et références
- (de) Cet article est partiellement ou en totalité issu de l’article de Wikipédia en allemand intitulé « Berthold von Leiningen » (voir la liste des auteurs).
- (de) Johannes Kist, « Berthold von Leiningen », dans Neue Deutsche Biographie (NDB), vol. 2, Berlin, Duncker & Humblot, 1955, p. 152–153 (original numérisé).